# トーマス・ワシュベリ
トーマス・ワシュベリ（Thomas Lars Wassberg、1956年3月27日 - ）はスウェーデン、ヴェルムランド県オーイェング市Lennartsfors出身の元クロスカントリースキー選手。1970年代から1980年代に国際大会で活躍、冬季オリンピックで通算4つの金メダルを獲得している。

## プロフィール
1976年のインスブルックオリンピックに初代表となり15km15位、リレー4位の成績を残した。1980年レークプラシッドオリンピックでは15kmで金メダルを獲得、30km4位、リレー5位。1980年にはホルメンコーレン・メダルを受章した。
1980年にはSvenska Dagbladet Gold Medalを授与されることとなったが、選考委員会の決定以前に名前が挙がったことに抗議して受賞を拒否した。
1982年ノルディックスキー世界選手権では50kmで金メダルを獲得、クロスカントリースキー・ワールドカップ総合では自己最高位の2位となった。
1984年のサラエボオリンピックではリレーと50kmで2冠、1985年ノルディックスキー世界選手権では15km銀、リレー銅、1987年ノルディックスキー世界選手権では30kmとリレーで金、15kmと50kmで銀、1988年カルガリーオリンピックリレー金とメダルを量産し、1988年現役を引退した。
クロスカントリースキー・ワールドカップでは試行大会で非公認ではあるが1976-1977シーズンに総合優勝を達成、正式化以降は3度総合2位があり通算6勝（2位8回、3位4回）を記録している。